# Башир, Мунир
Мунир Башир (араб. منير بشير‎) (р. 1930(?), Мосул, Ирак — 28 сентября 1997, Будапешт, Венгрия) — иракский музыкант, виртуоз игры на уде. Башир был одним из первых арабских инструменталистов, чьё имя получило широкую известность в Европе и Америке. Его исполнительство отличал новаторский стиль импровизации, на который, наряду с традиционными арабскими формами, оказало влияние глубокое знакомство Башира с европейской и индийской музыкальной культурой.
С 1973 года вступил в должность советника Департамента по делам искусств Министерства культуры и информации Ирака. Также генеральным секретарем Всеарабской академии музыки.